# La Magione
La Magione - Legszentebb Szentháromság Bazilika (olaszul: Basilica della Santissima Trinità) vagy La Magione egy palermói normann templom. 1191-ben épült és egyben az utolsó templom ami a normann uralom alatt épült Szicíliában a Hauteville-ház idején. A templomot eredetileg Ajellói Mátyás - a normann udvar kancellárja  - alapított és a cisztercieknek szánta. A Hohenstaufen-ház uralma idején azonban a templom a német lovagrend tulajdona lett. Ma Palermo belvárosában, Kalsa negyedben található.

## Történelem
A templom eredete 1150 körülre nyúlik vissza. Egy régi mecset helyén építették fel. 1191-ben Allejói Mátyás kancellár megbízta a ciszterieket a templom építésével. 1193-ban III. Roger herceg, Tankréd király fia és örököse ebben a templomben lett eltemetve, egy évvel később 1194-ben Tankrédot is itt helyezték öröknyugalomra.
Tankréd halála után VI. Henrik uralma alá került Szicília. 1197-ben a templomot és a kolostori hűbérbirtokot a német lovagrend elkobozta a ciszterciektől. 1203-ban II. Frigyes pápai bullát kapott III. Honoriusz pápától, amiben elismerték a német lovagrend jelenlétét. Az ő jelenlétük biztosította II. Frigyes védelmét, amíg kiskorú volt. A lovagok kolostort, fegyverraktárat és istállót építettek.
1492-ben VIII. Ince pápa kérésére II. Ferdinánd kiűzte a német lovagrendet Szicília területéről. A komplexum Palermoi érsekének Rodrigo Borgiának - későbbi VI. Sándor pápa - irányítása alatt papok és apátok lakhelyéül szolgált. 1780-ban az épület közvetlenül a Bourbonok irányítása alá került. A templom minor basicilia címet kapott.

## Galéria

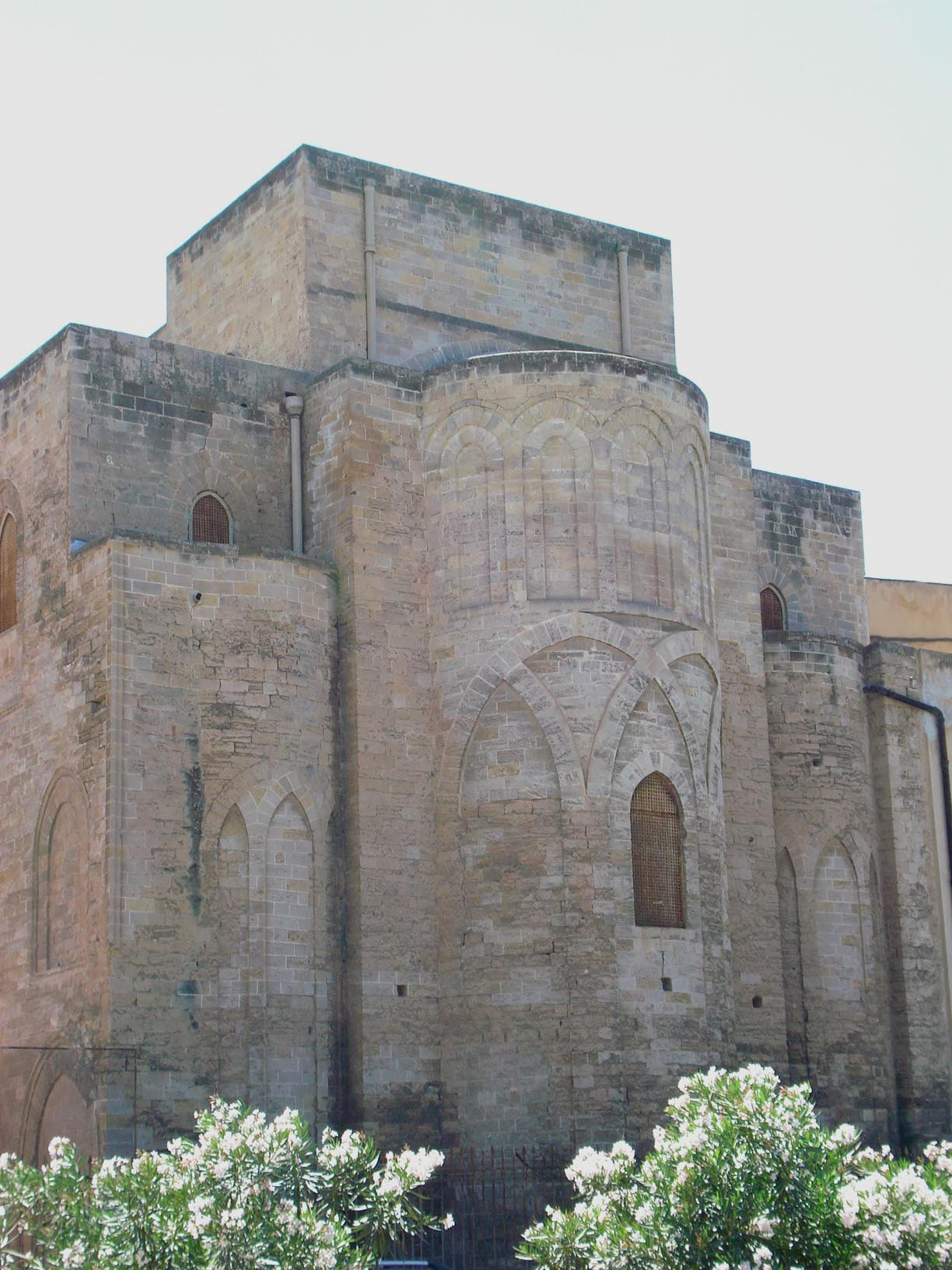
Apszis
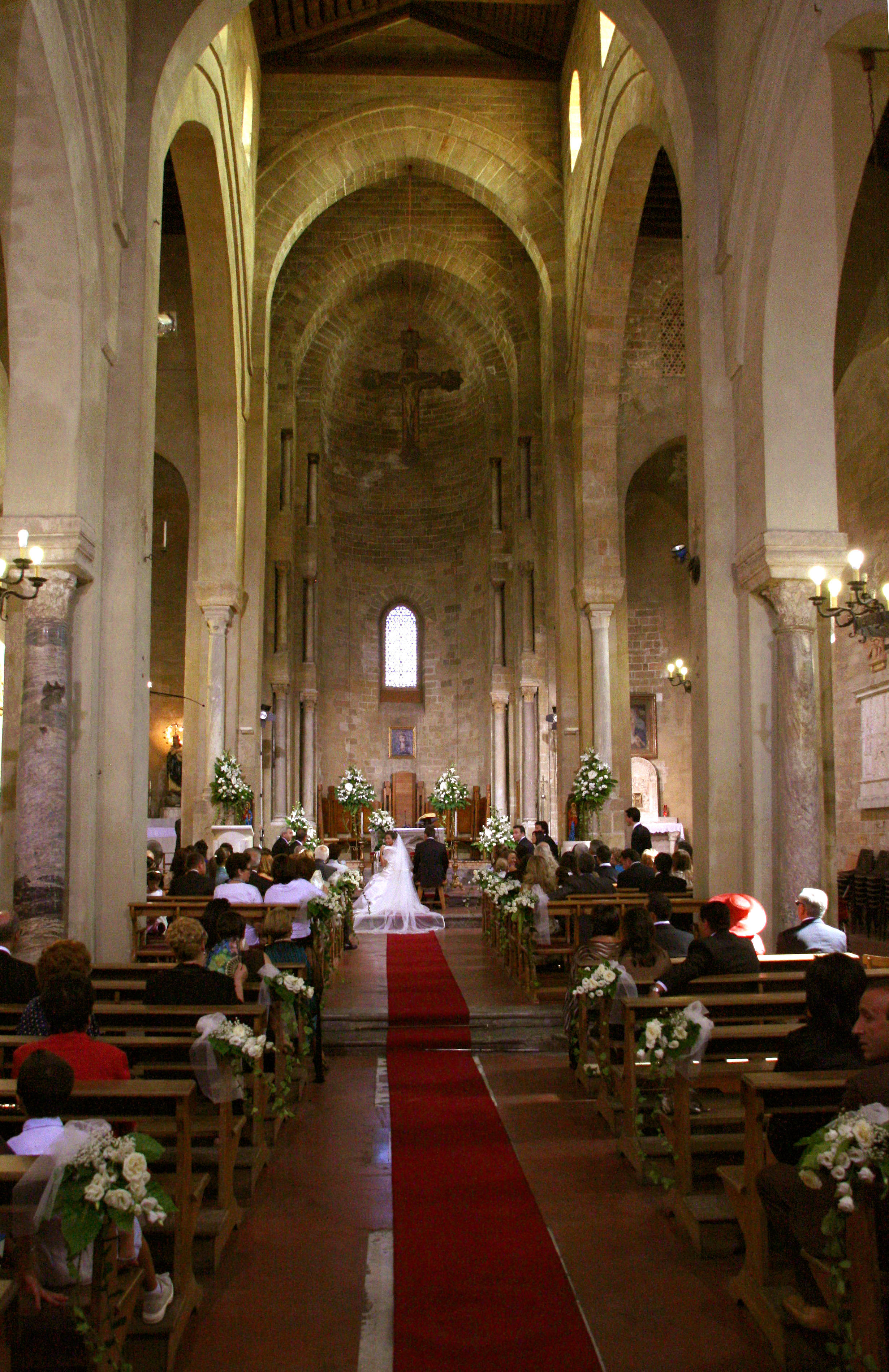
Beltér. Központi hajó
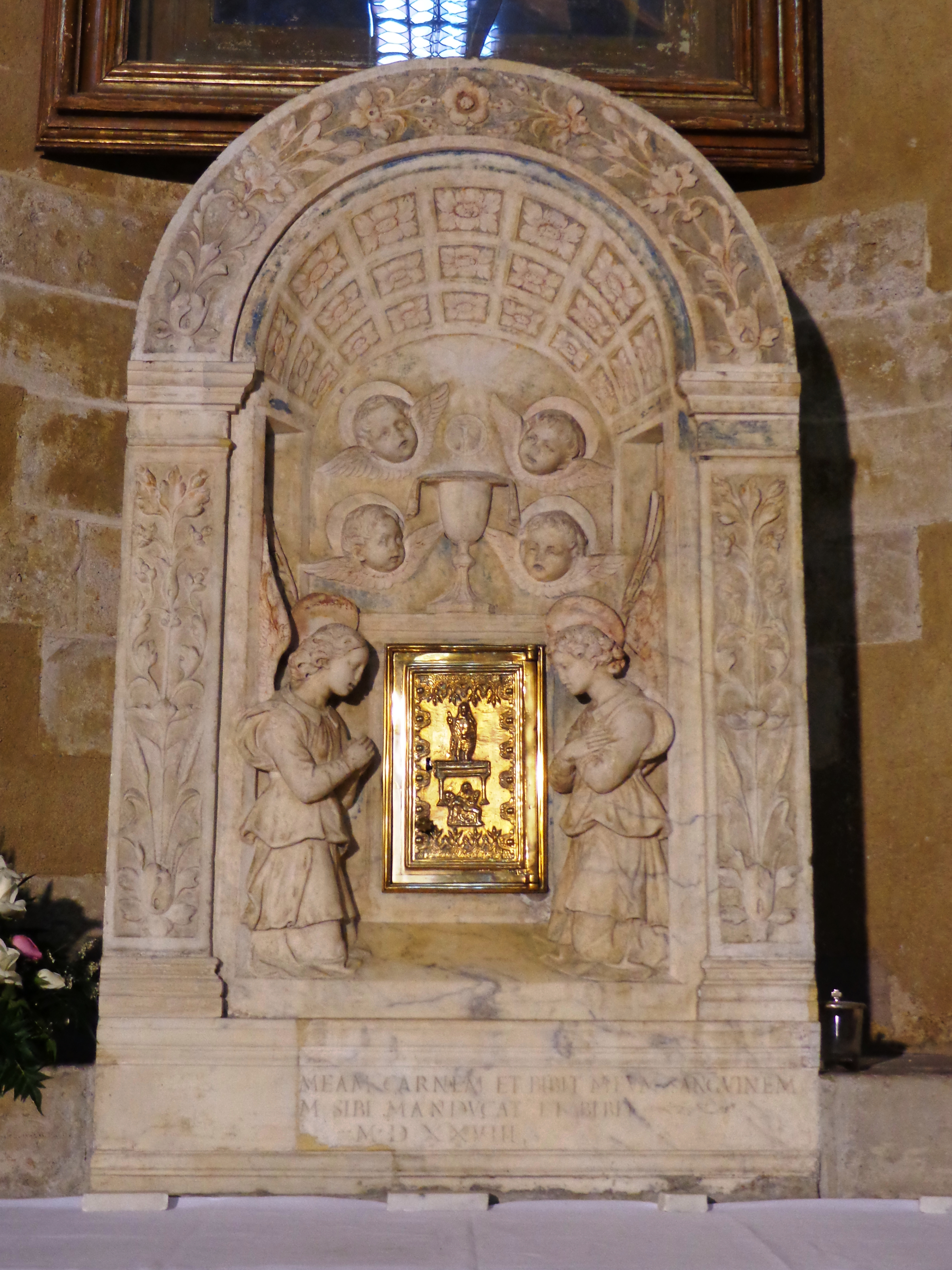
Szentségtartó
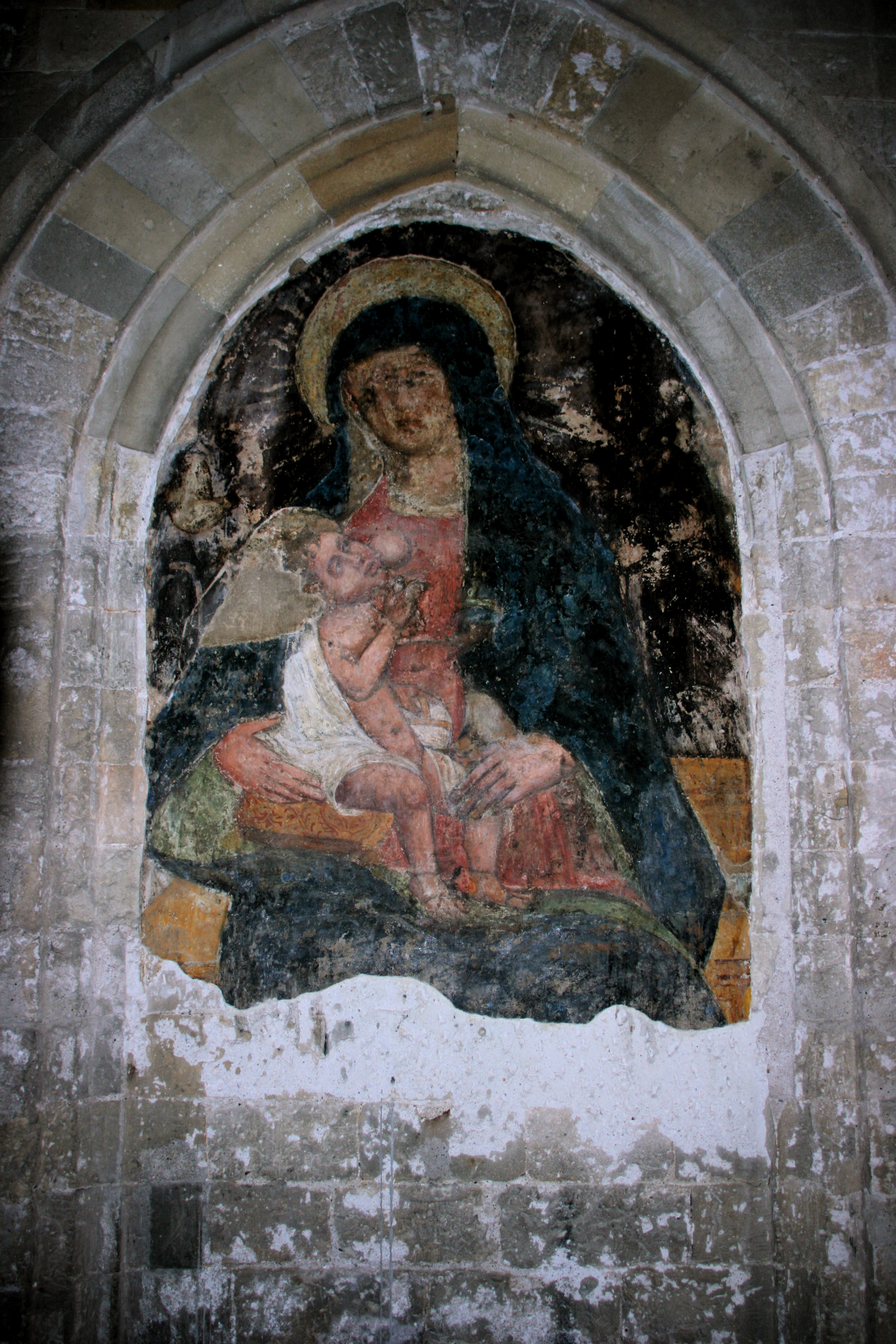
Madonna delle Grazie freskó
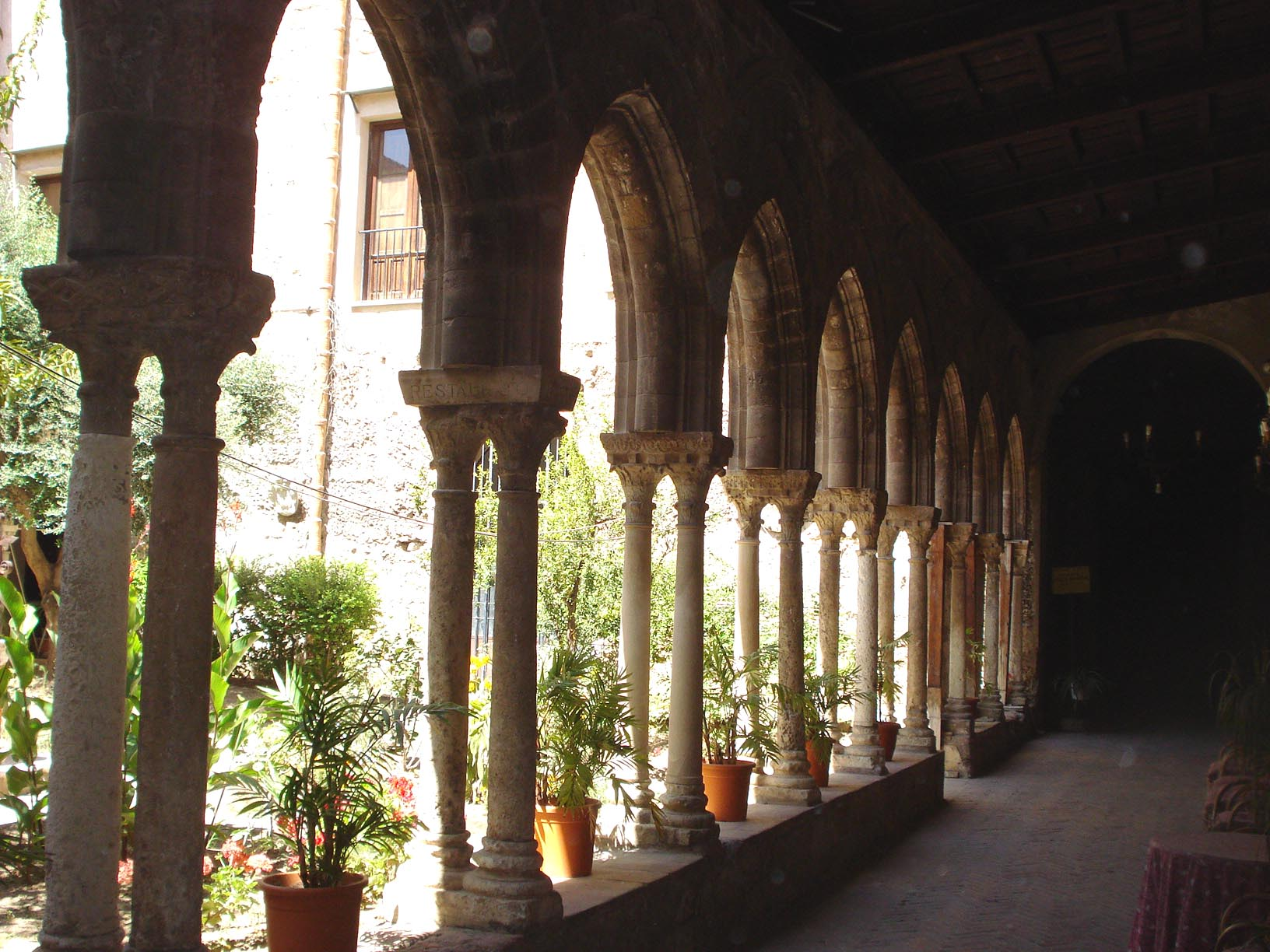
Kolostor
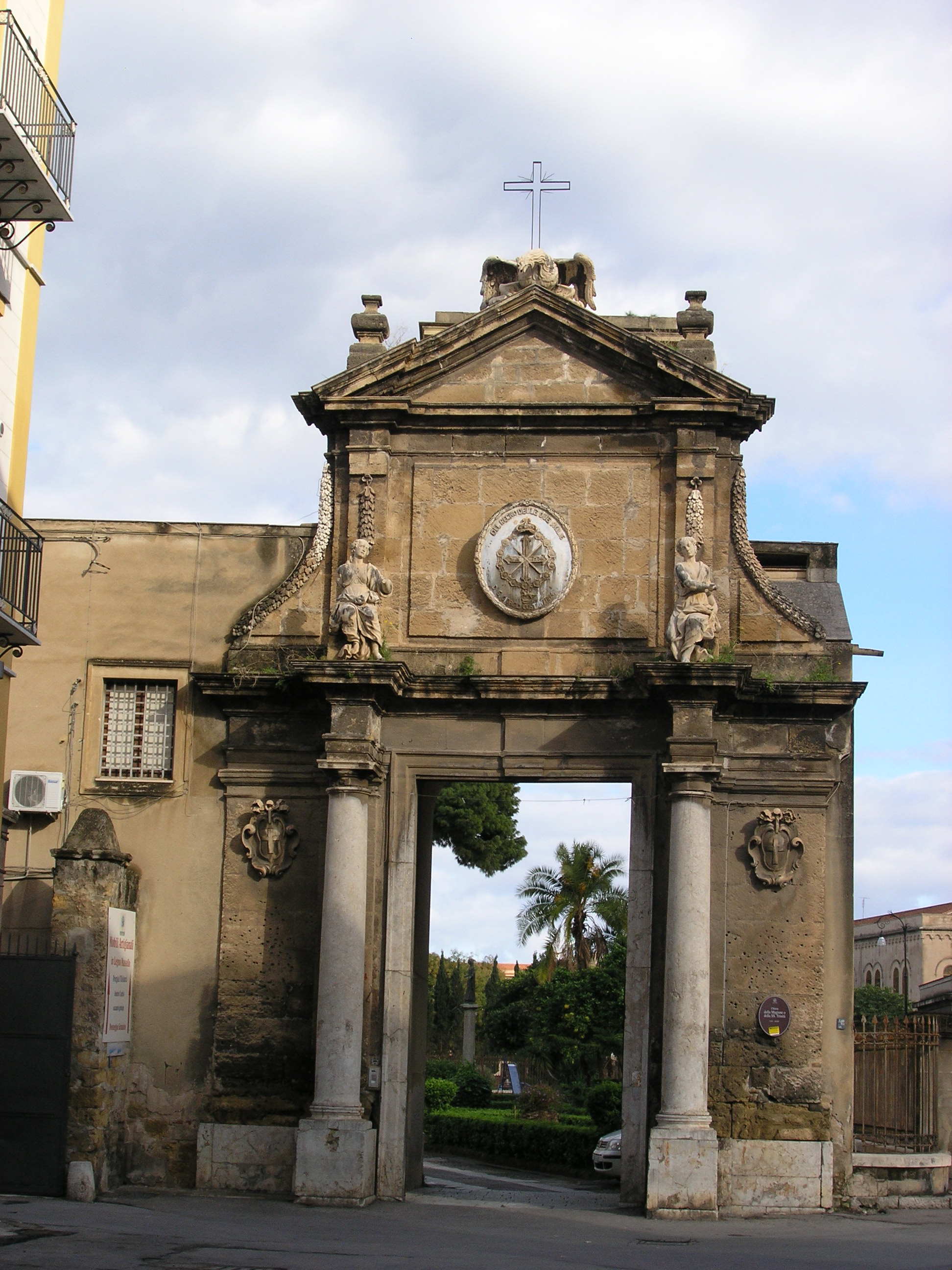
Komplexum bejárata